# Vuurtoren van Point Reyes

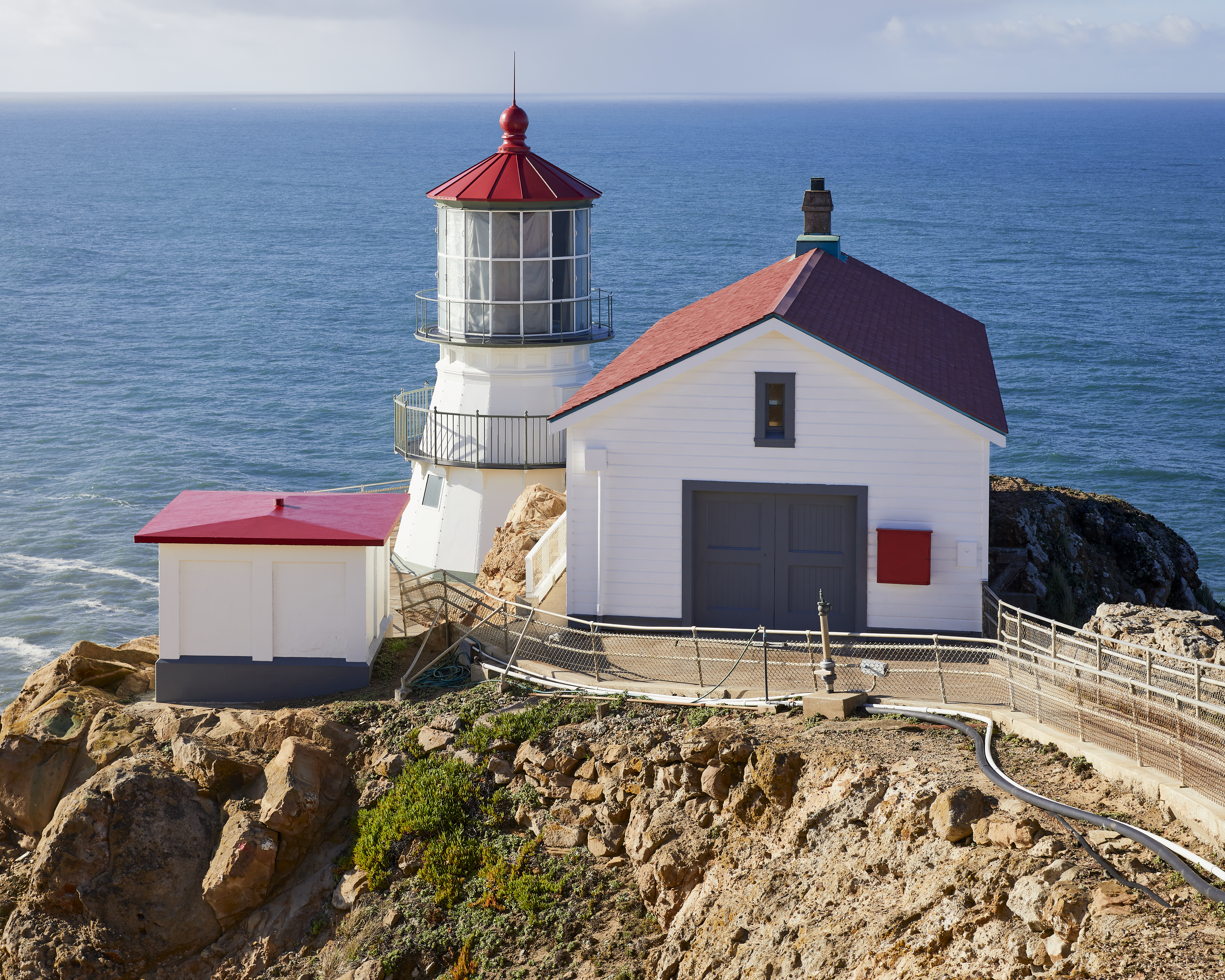
De vuurtoren van Point Reyes

Het Point Reyes Lighthouse (ook Point Reyes Light of Point Reyes Light Station) is een vuurtoren in de Golf van de Farallones op Point Reyes, in Marin County, in de Amerikaanse staat Californië. Het bouwwerk bevindt zich tegenwoordig in de Point Reyes National Seashore. Het is met de auto bereikbaar via de Sir Francis Drake Boulevard, die in Point Reyes Station aan Highway 1 begint. Die weg eindigt 2,5 km ten oosten van de vuurtoren, van waaruit wandelaars naar de toren kunnen stappen.
De vuurtoren werd in 1870 in gebruik genomen. In 1938 was er elektriciteit en in 1975 werd het licht geautomatiseerd. De vuurtoren zelf is 16-kantig en is 11 meter hoog, terwijl het licht zich op 90 meter boven het zeeniveau bevindt. Sinds 1991 staat het bouwwerk op het National Register of Historic Places.
Voor de film The Fog uit 1980 werden er verschillende scènes aan het Point Reyes Lighthouse opgenomen.